# Viola parvula
Viola parvula é uma espécie de planta com flor pertencente à família Violaceae. 
A autoridade científica da espécie é Tineo, tendo sido publicada em Pl. Rar. Sicil. 1: 5. 1817.

## Portugal
Trata-se de uma espécie presente no território português, nomeadamente em Portugal Continental.
Em termos de naturalidade é nativa da região atrás indicada.

## Protecção
Não se encontra protegida por legislação portuguesa ou da Comunidade Europeia.